# Éditions de l'Encyclopédie des Nuisances
Éditions de l'Encyclopédie des Nuisances est une maison d'édition française fondée en 1991 par Jaime Semprun à Paris comme prolongement de la revue et du groupe Encyclopédie des Nuisances (EDN) dont quinze fascicules ont paru entre 1984 et 1992. 
Cette maison d'édition publie exclusivement des textes de critique sociale analysant l'évolution de la société moderne dans une optique anti-industrielle.

## Histoire
La revue Encyclopédie des Nuisances, sous-titrée Dictionnaire de la déraison dans les arts, les sciences et les métiers (en référence à l’Encyclopédie ou Dictionnaire raisonné des sciences, des arts et des métiers de Diderot et D'Alembert), se situait dans la lignée de l'Internationale situationniste, bien que de façon critique. Sa création fut annoncée dès 1979 dans la revue L'Assommoir (numéro 3 pages 94-95). Les principaux rédacteurs en étaient Jaime Semprun, Miguel Amorós, Pierre Lepetit (1935-1989), Guy Bernelas (auteur de La Robe de Médée. Considérations sur la décimation des abeilles), Jacques Fredet, François Martin, Pascal Moatti (auteur de La Fin de Muromachi), Jacques Philipponneau, Christian Sébastiani et Jean-Pierre Gomez.
À la suite du reflux révolutionnaire suivant la période 1968-1982, la revue a une fonction défensive, celle de maintenir vivant le langage critique et la mémoire historique en attendant la prochaine crise révolutionnaire. L'EdN cherchait à tendre un pont entre les luttes du passé et celles du futur qui auraient lieu sur le terrain de l'opposition aux phénomènes nocifs.

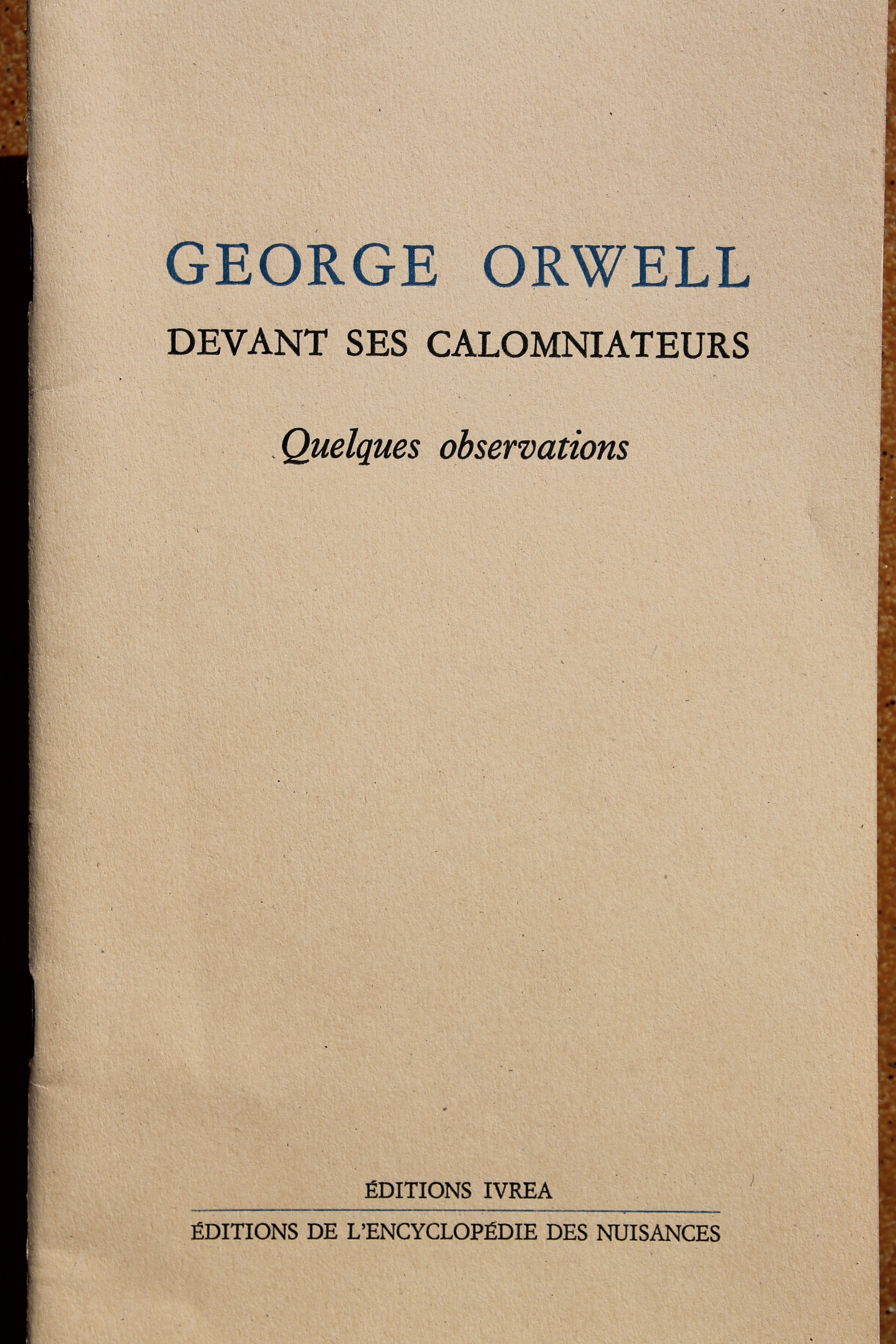
George Orwell devant ses calomniateurs en co-édition avec les éditions Ivrea.

Guy Debord contribua à la rédaction de quelques textes de cette revue, (Abat-faim, Ab irato et Abolir) avant de prendre ses distances à la suite d'une polémique sur la signification à donner de l'occupation de la Sorbonne par le comité du 5 décembre (dont faisaient partie Jean-François Martos et Jean-Pierre Baudet) lors des grèves des lycéens et des cheminots de l'hiver 1986-87,,. Après cette polémique, le projet de publication aux Éditions Champ libre d'un recueil de textes de l'EdN est abandonné.
La maison d'édition publie exclusivement des textes de critique sociale analysant l'évolution de la société moderne dans une optique anti-industrielle. Elle publie les ouvrages d'auteurs tels que George Orwell (en coédition avec les éditions Ivrea), Günther Anders, William Morris, René Riesel, Bernard Charbonneau, Walter Benjamin ou Lewis Mumford.
Les livres qu'elle édite sont composés sur linotype avec des caractères en plomb dans l'une des dernières imprimeries françaises qui pratiquent ce type de travail.
En 2001, Michel Bounan critique les positions de l'EdN dans son livre Sans valeur marchande.
En 2011, d'anciens membres de l'EdN tels que Miguel Amorós, Bernard Pecheur et Michel Gomez fondent leur propre structure éditoriale, les éditions de la Roue.

## Catalogue

### Présentation
« Les éditions prolongent l'activité critique de la revue Encyclopédie des Nuisances, dont quinze fascicules sont parus entre 1984 et 1992. Ses rédacteurs avaient affirmé d'emblée que les qualifiait tout particulièrement, pour critiquer les progrès de l'aliénation dans la société moderne, de n'être d'aucune manière des savants ou des spécialistes de quoi que ce soit, mais de partir au contraire "du sentiment immédiat de dépossession devant la science et la technique", et "de la révolte qu'elle inspire". Devenus éditeurs, ils n'en sont pas pour autant devenus des professionnels de l'édition, et c'est manifestement tant mieux, puisque les divers textes publiés depuis 1993 sont tous — jusqu'aux Essais, articles, lettres d'Orwell, disponibles en anglais dès 1968 et jamais traduits — de ceux que tend à proscrire l'actuel système éditorial, où priment, de la fabrication à la distribution, des intérêts économiques aussi destructeurs dans ce domaine que partout ailleurs.
On remarquera qu'il s'agit justement de textes qui, chacun à sa façon, s'emploient à dire "dans quelle sorte de monde nous vivons".[réf. nécessaire] »

### Encyclopédie des Nuisances
15 fascicules publiés entre novembre 1984 et avril 1992 (réédités en un volume en mai 2024).
- Fascicule 1, novembre 1984 : Discours préliminaire
- Fascicule 2, février 1985 : Histoire de dix ans
- Fascicule 3, mai 1985 : Ab absurdo - Abadie - Abaissement
- Fascicule 4, août 1985 : Abandon - Abaque - A bas !
- Fascicule 5, novembre 1985 : Abasoudir - Abat-faim - Abattage
- Fascicule 6, février 1986 : Abâtardissement - Abattage - Abbé - Abdelkader - Abderrahman - Abdication - Abécédaire
- Fascicule 7, mai 1986 : Abeille - Abélard - Aberration - Abêtissement
- Fascicule 8, août 1986 : Abîme
- Fascicule 9, novembre 1986 : Ab irato - Abjection - Abjuration - Ablation
- Fascicule 10, février 1987 : Ablette - Ablution - Abnégation - Aboiement - Abois
- Fascicule 11, juin 1987 : Abolir - Abolition - Abolitionniste - Abomination - Abondance
- Fascicule 12, février 1988 : Abonnir - Aborder
- Fascicule 13, juillet 1988 : Aborigène - Aborner - Abortif - Abou Simbel - Aboulie - Aboutissants - Aboutissement
- Fascicule 14, novembre 1989 : Ab ovo
- Fascicule 15, avril 1992 :  Abracadabra - Abracadabrant - Abramboé - Abrégé - Abrenuntio

### Éditions de l'EdN
- 1993 
  - Jaime Semprun, Dialogues sur l'achèvement des temps modernes
- 1994
  - Sophie Herszkowicz, Lettre ouverte au maire de Paris à propos de la destruction de Belleville
  - Jacques Philipponneau, Relation de l'empoisonnement perpétré en Espagne et camouflé sous le nom de Syndrome de l'huile toxique
- 1995
  - George Orwell, Essais, articles, lettres, Volume I (1920-1940), en coédition avec Ivrea/fonds Champ libre
- 1996
  - Encyclopédie des Nuisances, Remarques sur la paralysie de décembre 1995
  - William Morris, L'Âge de l'ersatz et autres textes contre la civilisation moderne
  - George Orwell, Essais, Articles, Lettres. Volume II (1940-1943), en coédition avec Ivrea/fonds Champ libre
  - Baudouin de Bodinat, La Vie sur terre. Réflexions sur le peu d'avenir que contient le temps où nous sommes
- 1997
  - Éditions Ivrea et Encyclopédie des Nuisances, George Orwell devant ses calomniateurs
  - Jaime Semprun, L'Abîme se repeuple
- 1998
  - Theodore Kaczynski, La Société industrielle et son avenir
  - Alliance pour l'opposition à toutes les nuisances, Relevé provisoire de nos griefs contre le despotisme de la vitesse à l'occasion de l'extension des lignes du TGV (1991)
  - George Orwell, Essais, articles, lettres, Volume III (1943-1945), en coédition avec Ivrea/fonds Champ libre
- 1999
  - Encyclopédie des Nuisances, Remarques sur l'agriculture génétiquement modifiée et la dégradation des espèces
  - Jean-Marc Mandosio, L'Effondrement de la très grande Bibliothèque nationale de France
  - Baudouin de Bodinat, La Vie sur terre, tome second
- 2000
  - Jean-Marc Mandosio, Après l'effondrement. Notes sur l'utopie néotechnologique
  - René Riesel, Déclarations sur l'agriculture transgénique et ceux qui prétendent s'y opposer
- 2001
  - René Riesel, Aveux complets des véritables mobiles du crime commis au CIRAD le 5 juin 1999
  - Jaime Semprun, Apologie pour l'insurrection algérienne
  - George Orwell, Essais, articles, lettres, Volume IV (1945-1950), en coédition avec Ivrea/fonds Champ libre
- 2002
  - Günther Anders, L'Obsolescence de l'homme, sur l'âme à l'époque de la deuxième révolution industrielle (1956), (tome I), en coédition avec Ivrea/fonds Champ libre
  - Bernard Charbonneau, Le Jardin de Babylone (1969)
- 2003
  - René Riesel, Du progrès dans la domestication
  - Jacques Fredet, Les Maisons de Paris,  (3 volumes)
  - Jean-Marc Mandosio, Dans le chaudron du négatif
- 2004
  - Éloge de l'anarchie par deux excentriques chinois. Polémiques du troisième siècle, traduit et présenté par Jean Levi
- 2005
  - Jaime Semprun, Défense et illustration de la novlangue française
- 2006
  - Tchouang-Tseu, Les Œuvres de Maître Tchouang, traduction de Jean Levi
- 2007
  - Miguel Amorós, Durruti dans le labyrinthe
- 2008
  - Lewis Mumford, Les Transformations de l'homme (1956)
  - Jean-Marc Mandosio, D'or et de sable, on trouve dans ce volume : I. D'or et de sable : dispute autour d'un chaudron - II. Fantôme, es-tu là ? (Correspondance avec Anselm Jappe) - III. La Mesure de la réalité, ou la Grande Transformation racontée aux golden boys - IV. Magie et mathématiques chez John Dee - V. Longévité d'une imposture : Michel Foucault - VI. « Je veux être une machine » : genèse de la musique industrielle
  - René Riesel et Jaime Semprun, Catastrophisme, administration du désastre et soumission durable
  - Baudouin de Bodinat, La vie sur terre. Réflexions sur le peu d'avenir que contient le temps où nous sommes, tome premier (1996) et second (1999), suivis de deux notes additionnelles
- 2009
  - Kostas Papaïoannou, L'Idéologie froide, essai sur le dépérissement du marxisme (1967)
  - Jaime Semprun, Discours préliminaire de l'Encyclopédie des Nuisances (Novembre 1984)
- 2010
  - Jean-Marc Mandosio, Longévité d'une imposture : Michel Foucault suivi de Foucaultphiles et foucaulâtres, édition revue et augmentée
  - Arnaud Michon, Le Sens du vent, Notes sur la nucléarisation de la France au temps des illusions renouvelables
  - Tchouang-tseu, Les Œuvres de Maître Tchouang, traduction de Jean Levi, édition revue et augmentée
- 2011
  - Jaime Semprun, Andromaque, je pense à vous !
  - Piergiorgio Bellocchio, Nous sommes des zéros satisfaits
- 2012
  - Nadine Ribault et Thierry Ribault, Les Sanctuaires de l'abîme - Chronique du désastre de Fukushima[12]
  - Walter Benjamin, Allemands - Une série de lettres (1936)[13]
- 2013
  - Camillo Boito, Conserver ou restaurer : les dilemmes du patrimoine
  - Dwight Macdonald, Une tragédie sans héros : essais critiques sur la politique, la guerre et la culture (1938-1957)  (ISBN 978-2-910386-43-6)
- 2014
  - Lie Tseu, Les Fables de Maître Lie, traduction de Jean Levi[14]
- 2019
  - Lewis Mumford, Le Mythe de la machine. Technique et développement humain (1966), (Tome I)
- 2023
  - Jacques Philipponneau, Au-dessus du volcan - Lettres italiennes (2017-2022)
- 2024
  - Encyclopédie des Nuisances, Dictionnaire de la déraison dans les arts, les sciences et les métiers, réédition en un volume des quinze fascicules publiés entre novembre 1984 et avril 1992.

### Couvertures

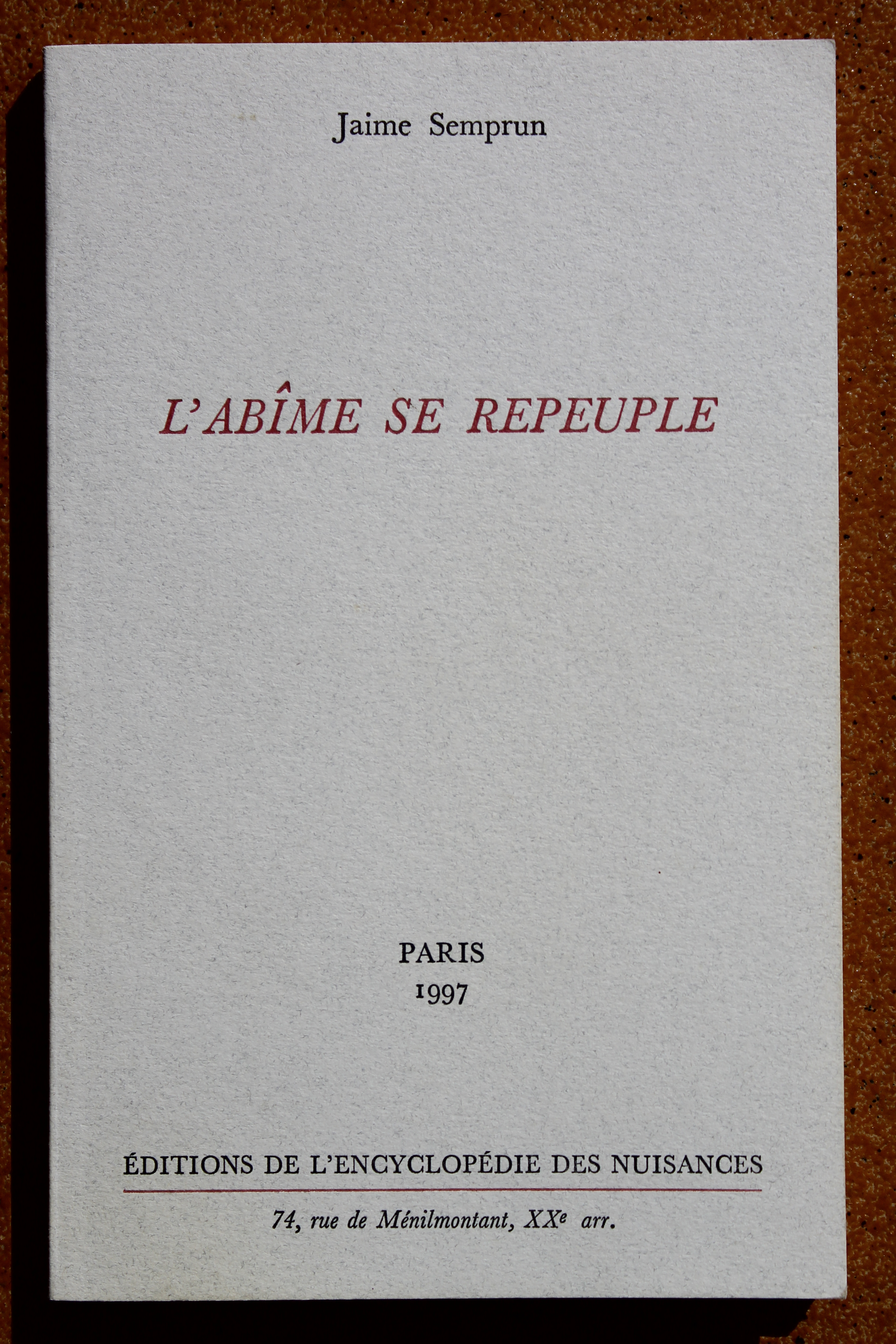
L'Abîme se repeuple de Jaime Semprun.
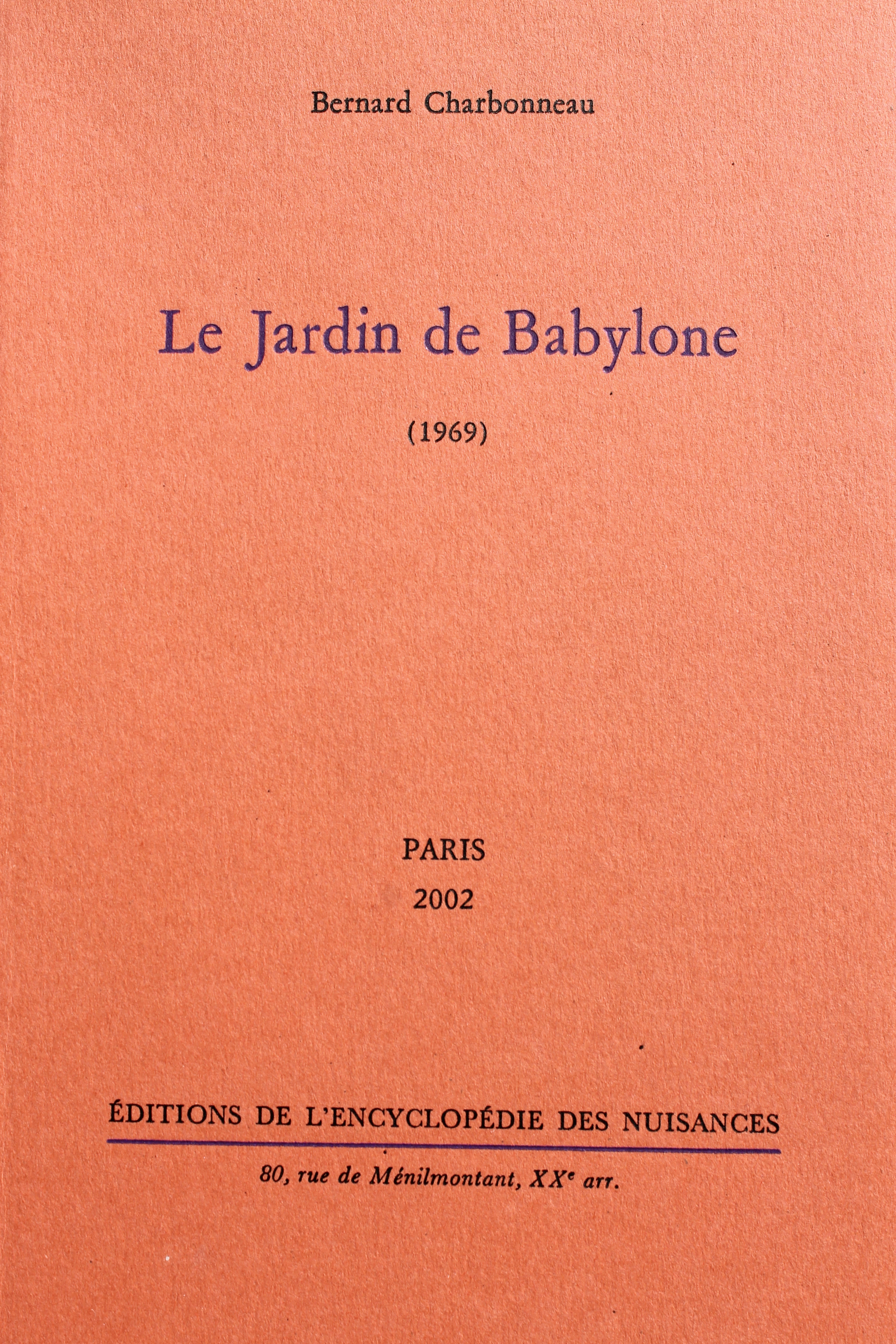
Le Jardin de Babylone par Bernard Charbonneau.
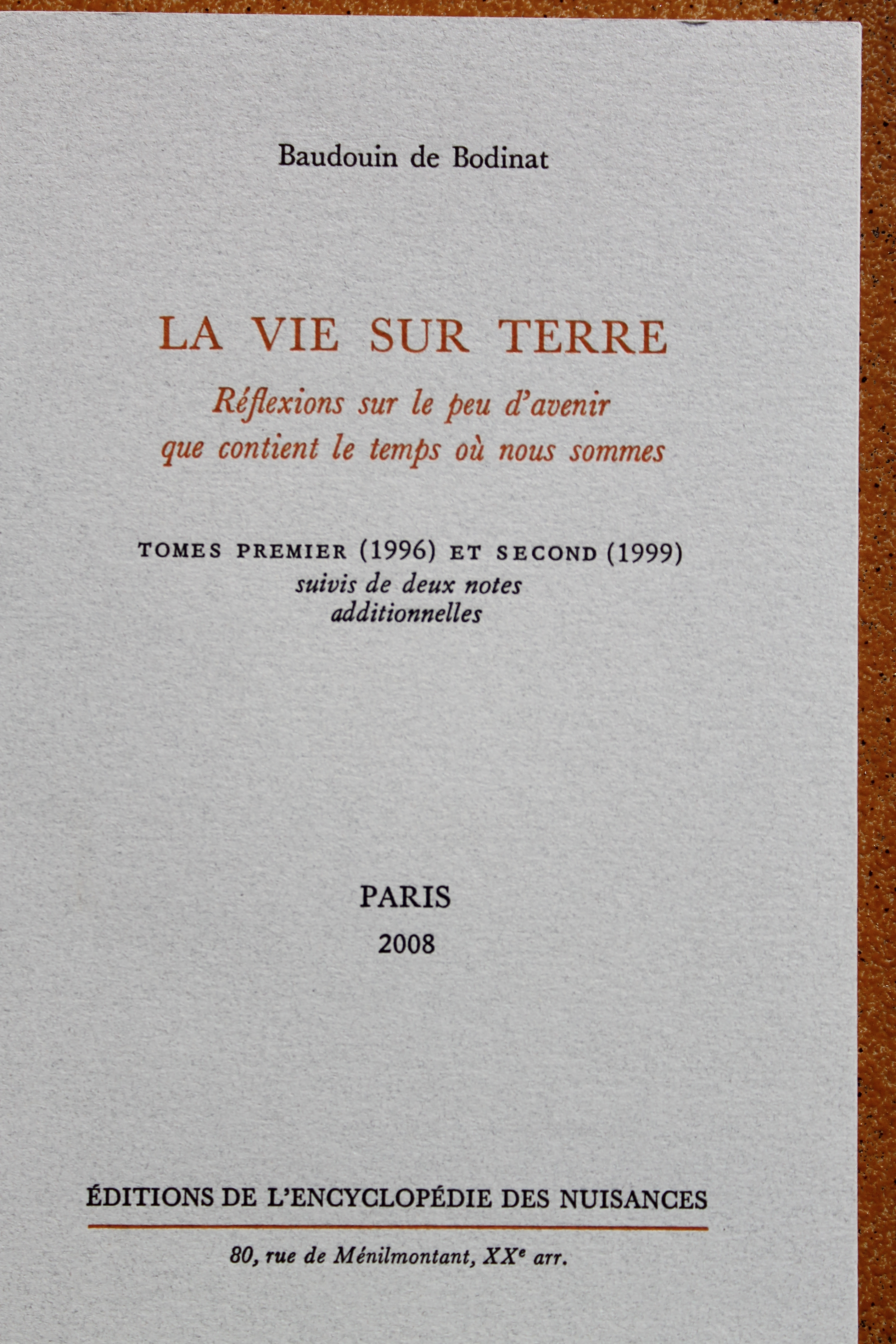
La Vie sur terre par Baudouin de Bodinat.
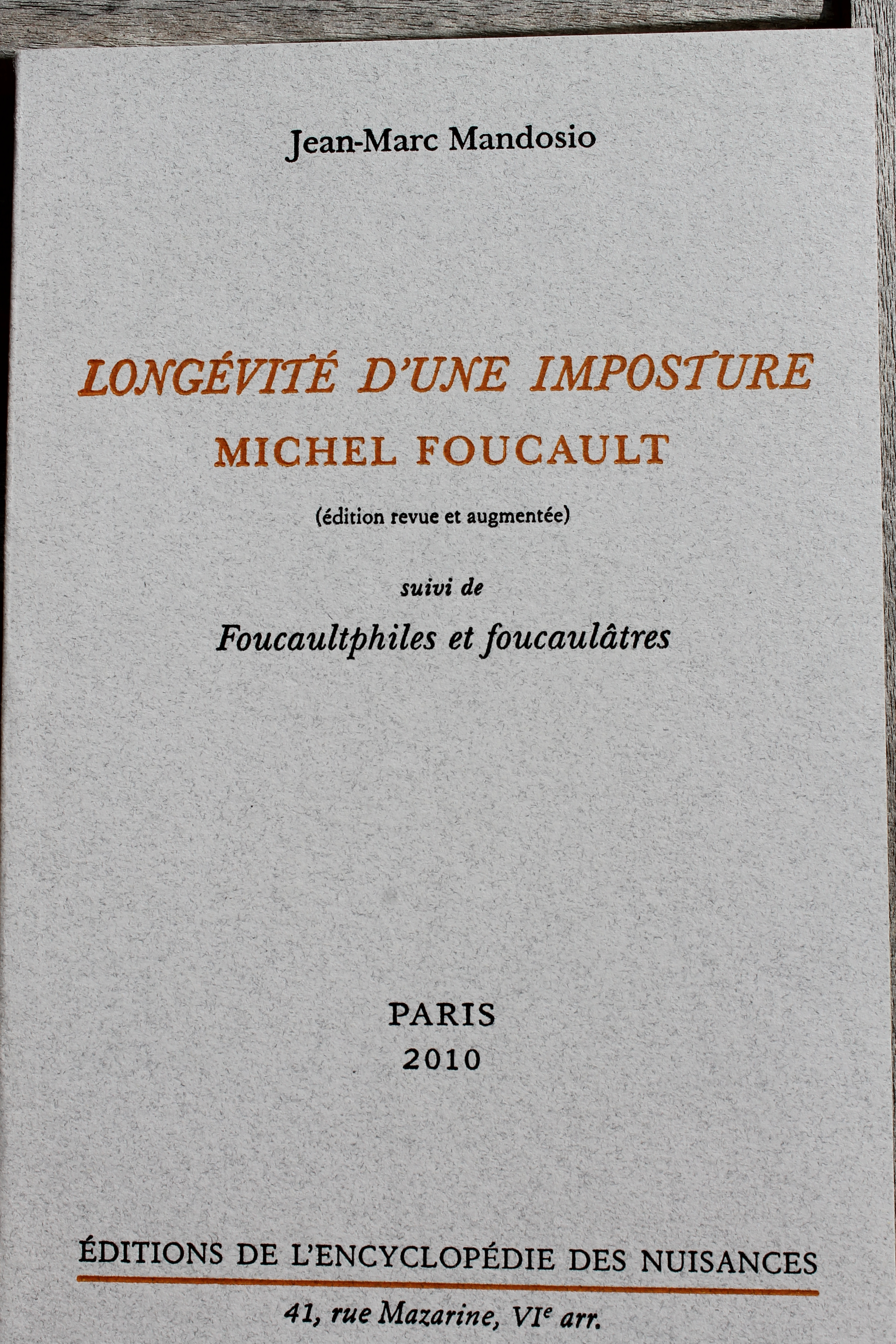
Longévité d'une imposture : Michel Foucault par Jean-Marc Mandosio.
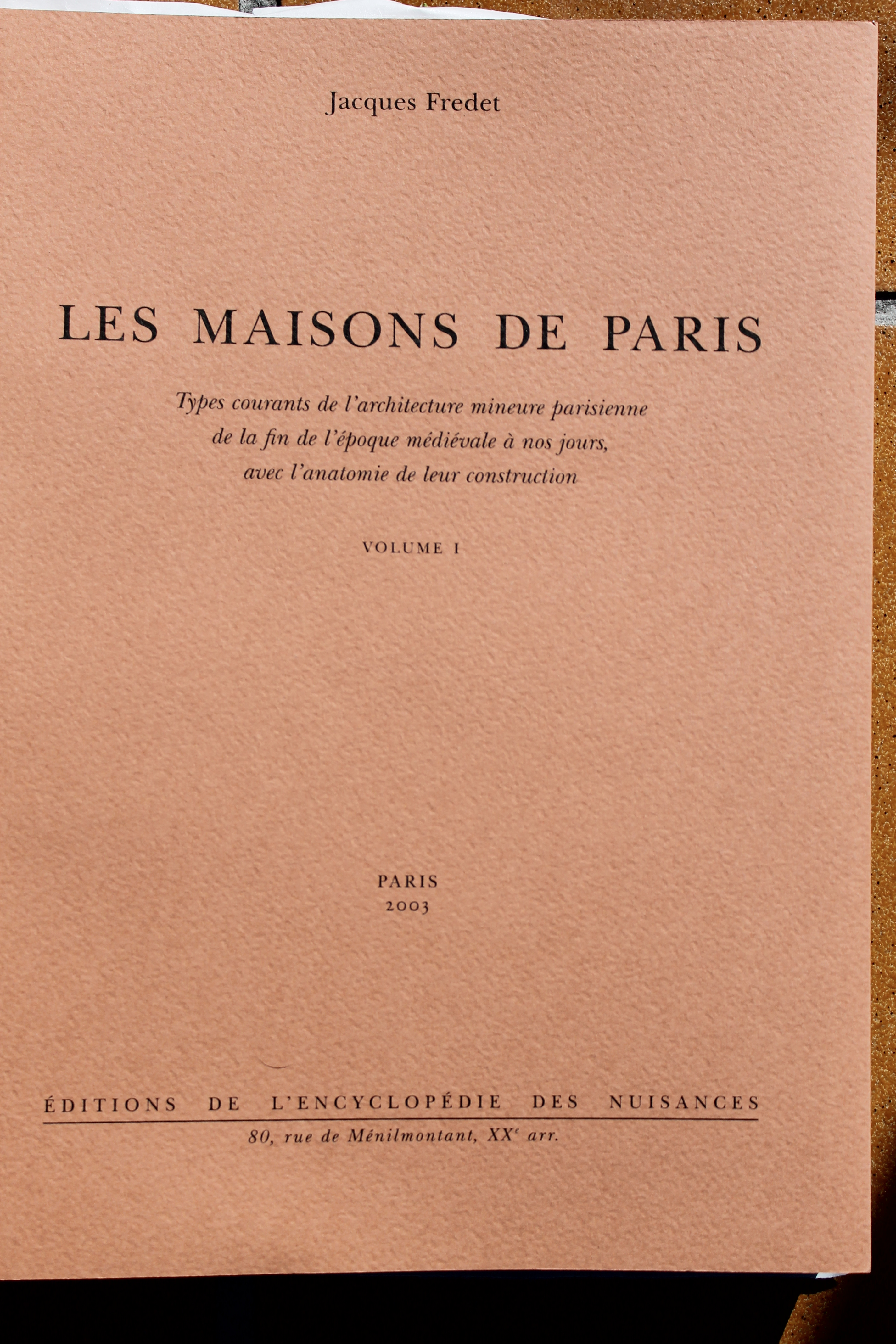
Les Maisons de Paris par Jacques Fredet.